# غيلبرت بيريز
غيلبرت بيريز هو مخرج فلبيني، ولد في 29 ديسمبر 1959 في فالنزويلا في الفلبين، وتوفي في 16 يوليو 2008 في كيزون في الفلبين بسبب نوبة قلبية.

## وصلات خارجية
- غيلبرت بيريز على موقع IMDb (الإنجليزية)
- غيلبرت بيريز على موقع أول موفي (الإنجليزية)
- غيلبرت بيريز على موقع قاعدة بيانات الفيلم (الإنجليزية)
- غيلبرت بيريز على موقع كينوبويسك (الروسية)